# ألكسندرا سولير
ألكسندرا سولير (بالفرنسية: Alexandra Soler)‏ هي لاعبة جمباز فني فرنسية، ولدت في 14 أكتوبر 1983 في بيزييه في فرنسا.

## وصلات خارجية
- ألكسندرا سولير على موقع الاتحاد الدولي للجمباز (biography) (الإنجليزية)
- ألكسندرا سولير على موقع اللجنة الأولمبية الدولية (الإنجليزية)
- ألكسندرا سولير على موقع أوليمبيديا (الإنجليزية)